# André Hippolyte Chelard

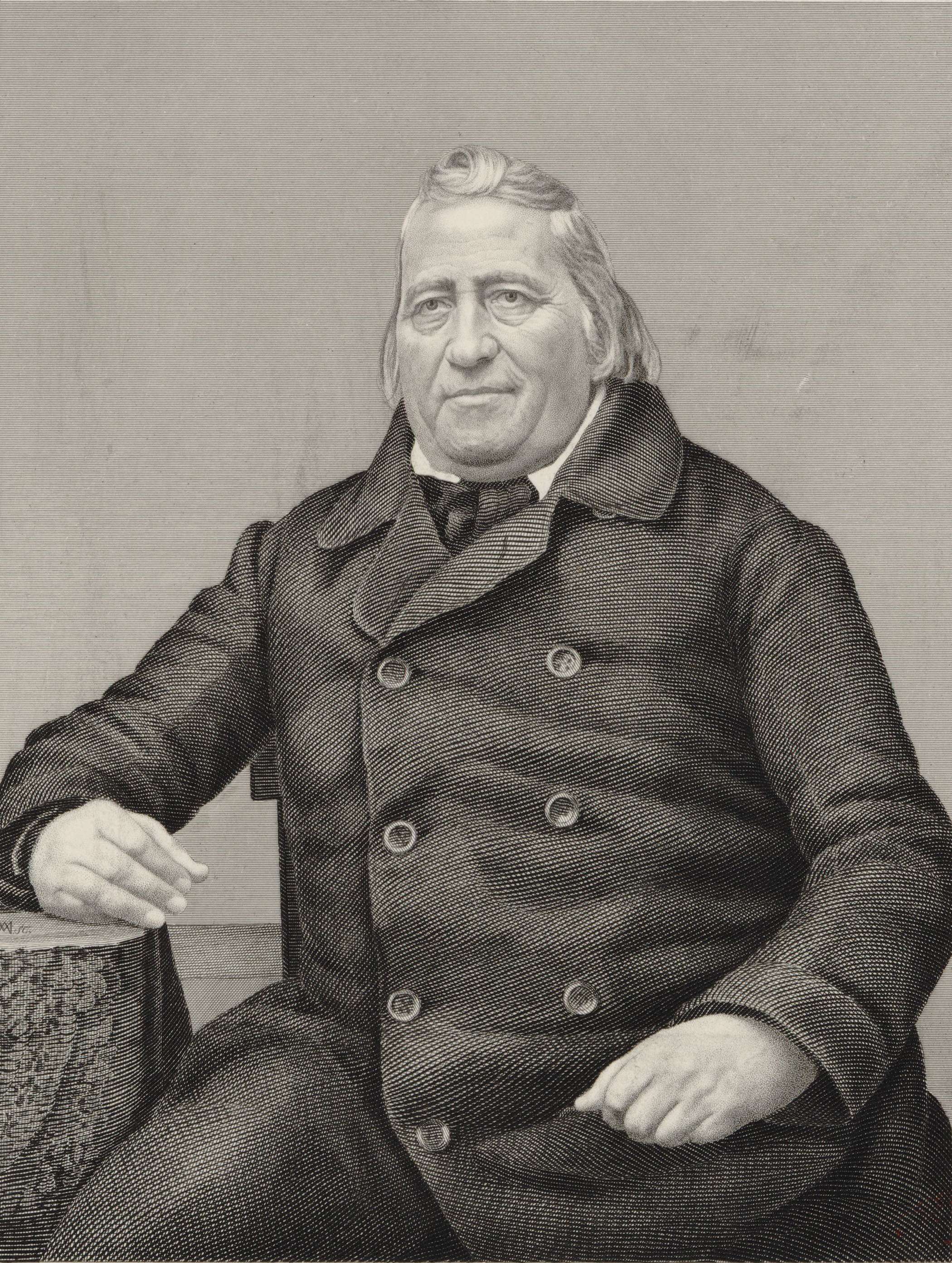
André Hippolyte Chelard 1860

André Hippolyte Jean Baptiste Chelard, auch Andreas Hypolit und mit anderen Schreibweisen benannt, (* 1. Februar 1789 in Paris; † 12. Februar 1861 in Weimar) war ein französischer Komponist.

## Leben
Der Sohn eines Klarinettisten der Pariser Oper hatte ab dem elften Lebensjahr Unterricht bei François-Joseph Fétis. Ab 1803 studierte er am Conservatoire de Paris Violine bei Rodolphe Kreutzer, Harmonielehre bei Victor Dourlen und Komposition bei François-Joseph Gossec.
1811 gewann er den Premier Grand Prix de Rome. Während seines Romaufenthaltes hatte er Unterricht bei Giuseppe Baini, Niccolò Antonio Zingarelli und Giovanni Paisiello. Nach seiner Rückkehr nach Frankreich wurde er 1816 Violinist im Orchester der Pariser Oper.
1827 wurde seine Oper Macbeth an der Académie royale de musique uraufgeführt. Während die Pariser Aufführung ein Misserfolg war, fand die Aufführung im folgenden Jahr in München großen Beifall. 1831 ließ sich Chelard in München nieder, wo im gleichen Jahr seine Oper Mitternacht uraufgeführt wurde. Nach einem Londonaufenthalt (1832–33) brachte er 1835 in München mit Erfolg die Oper Die Hermannsschlacht zur Aufführung.
1840 wurde Chelard als Nachfolger von Johann Nepomuk Hummel Hofkapellmeister in Weimar. Hier konnte er sich jedoch nicht gegen die Konkurrenz von Franz Liszt behaupten, der 1842 zum außerordentlichen Hofkapellmeister ernannt wurde. Er wurde 1851 vom Dienst suspendiert und 1852 bei vollem Gehalt beurlaubt und verbrachte seine letzten Lebensjahre zurückgezogen in Weimar.

## Werke
- La casa da vendere, Opera buffa (Libretto: Andrea Leone Tottlola), UA 1815 in Neapel
- Macbeth, Tragédie lyrique (Libretto: Claude-Joseph Rouget de Lisle nach Shakespeare), UA 1827 in Paris, in deutscher Übersetzung von Cäsar Max Heigel 1828 mit Nanette Schechner in München
- La Table et le logement, Opera comique (Libretto: Jules Joseph Gabriel, Théophile Marion Dumersan), UA 1829 in Paris, in deutscher Übersetzung als Der Student 1832 in München
- Chant Grec, Kantate, UA 1829 in Paris
- Messe solenelle, UA 1830 in Paris
- Mitternacht, große romantische Oper (deutsche Bearbeitung der unaufgeführt gebliebenen OperMinuit, deutsche Übersetzung von Theodor Hell), UA 1831 in München
- Die Hermannsschlacht, große heroische Oper (Libretto: Carl Weichselbaumer), UA 1835 in München
- Die Seekadetten oder Die Emancipation der Frauen (auch: Nieder mit den Männern), komische Oper (Libretto: Carl Sondershausen), UA 1844 in Weimar
- Les Aigles romains, Héroïde lyrique (Libretto: Hermann du Casse),  UA 1853 in Paris, 1864 am Teatro alla Scala in Mailand